# イサベル・フェルナンデス
イサベル・フェルナンデス（María Isabel Fernández Gutiérrez 、1972年2月1日 - ）はスペイン・アリカンテ県エルチェ出身の柔道選手。現役時代は57kg級の選手。身長159cm。

## 人物
1996年のアトランタオリンピックでは準決勝で韓国の鄭善溶に有効で敗れるも、銅メダルを獲得した。世界学生では優勝した。1997年の世界選手権では決勝でアトランタオリンピックチャンピオンであるキューバのドリュリス・ゴンサレスを判定で破って優勝した。1998年にはヨーロッパ選手権で優勝した。1999年にはヨーロッパ選手権で2連覇するも、世界選手権では決勝でゴンサレスに有効で敗れて2位だった。2000年のシドニーオリンピックでは3回戦で日下部基栄に2－1の判定で辛勝するなどして決勝まで進むと、ゴンサレスを警告で破って優勝した
。2001年の世界選手権では準決勝でキューバのユリスレイディス・ルペティに判定で敗れて3位だった。2003年のヨーロッパ選手権で優勝するも、世界選手権では7位だった。2004年のヨーロッパ選手権でも優勝するが、アテネオリンピックでは初戦で今大会優勝したドイツのイボンヌ・ベニシュに技ありで敗れると、その後の敗者復活戦を勝ち上がって3位決定戦まで辿り着くが、ルペティに指導2で敗れて5位にとどまった。2007年にはヨーロッパ選手権で5度目の優勝を飾ると、世界選手権でも35歳にして決勝まで進むが、北朝鮮のケー・スンヒに払巻込で敗れた。2008年の北京オリンピックでは3回戦でオランダのデボラ・フラベンステインに効果で敗れると、敗者復活戦でもブラジルのケトレイン・クアドロスに指導1で敗れて9位だった。2011年の世界選手権では準々決勝で松本薫に棄権負けで7位になるなどして、2012年のロンドンオリンピックには出場できなかった。結果として40歳まで現役を続けることになったが、現役時代はとりたてて技が優れていたと言うわけではないものの、場外際での攻防や接戦をものにする能力に比較的長けていた。なお、コーチだったハビエル・アロンソと結婚した。また、引退後はスペインオリンピック委員会の副会長となった。

## 主な戦績
- 1988年 - ヨーロッパジュニア　3位
- 1991年 - ベルギージュニア国際　優勝
- 1991年 - ブルガリア国際　優勝(61kg級)
- 1993年 - オランダ国際　3位
- 1994年 - ハンガリー国際　2位
- 1994年 - ベルギー国際　3位
- 1995年 - ブルガリア国際　優勝
- 1995年 - フランス国際　3位
- 1995年 - ポーランド国際　2位
- 1995年 - ヨーロッパ選手権　2位
- 1995年 - 世界選手権　5位
- 1996年 - フランス国際　5位
- 1996年 - ヨーロッパ選手権　2位
- 1996年 - アトランタオリンピック　3位
- 1996年 - 世界学生　優勝
- 1997年 - フランス国際　3位
- 1997年 - チェコ国際　　3位
- 1997年 - オランダ国際　3位
- 1997年 - ヨーロッパ選手権　2位
- 1997年 - 世界選手権　優勝
- 1998年 - フランス国際　2位
- 1998年 - オランダ国際　3位
- 1998年 - ヨーロッパ選手権　優勝
- 1999年 - フランス国際　優勝
- 1999年 - チェコ国際　2位
- 1999年 - オランダ国際　優勝
- 1999年 - ヨーロッパ選手権　優勝
- 1999年 - 世界選手権　2位
- 2000年 - フランス国際　2位
- 2000年 - チェコ国際　優勝
- 2000年 - オランダ国際　3位
- 2000年 - ヨーロッパ選手権　3位
- 2000年 - シドニーオリンピック　優勝
- 2001年 - フランス国際　3位
- 2001年 - チェコ国際　3位
- 2001年 - オランダ国際　2位
- 2001年 - ヨーロッパ選手権　優勝
- 2001年 - 世界選手権　3位
- 2001年 - グランプリ・セビリア　3位
- 2002年 - フランス国際　5位
- 2002年 - チェコ国際　優勝
- 2002年 - ポーランド国際　優勝
- 2002年 - オランダ国際　優勝
- 2002年 - ヨーロッパ選手権　3位
- 2003年 - ドイツ国際　3位
- 2003年 - ヨーロッパ選手権　優勝
- 2003年 - 世界選手権　7位
- 2004年 - ロシア国際　　2位
- 2004年 - ブルガリア国際　優勝
- 2004年 - フランス国際　優勝
- 2004年 - ヨーロッパ選手権　優勝
- 2004年 - アテネオリンピック　5位
- 2005年 - フランス国際　優勝
- 2005年 - オランダ国際　優勝
- 2005年 - ヨーロッパ選手権　3位
- 2005年 - 地中海競技大会　優勝
- 2005年 - 世界選手権　5位
- 2006年 - フランス国際　3位
- 2006年 - ポーランド国際　優勝
- 2006年 - ヨーロッパ選手権　3位
- 2007年 - フランス国際　3位
- 2007年 - チェコ国際　優勝
- 2007年 - ヨーロッパ選手権　優勝
- 2007年 - ポルトガル国際　優勝
- 2007年 - 世界選手権　2位
- 2008年 - フランス国際　3位
- 2008年 - ポーランド国際　2位
- 2008年 - ヨーロッパ選手権　2位
- 2008年 - 北京オリンピック　9位
- 2010年 - ワールドカップ・マイアミ　3位
- 2010年 - ワールドカップ・バーミンガム　3位
- 2011年 - ワールドカップ・プラハ　3位
- 2011年 - グランプリ・バクー　5位
- 2011年 - ワールドカップ・マドリード　3位
- 2011年 - 世界選手権　7位
- 2011年 - ワールドカップ・アルマトイ　2位
- 2011年 - ワールドカップ・ローマ　2位
- 2011年 - ワールドカップ・アピア　3位
- 2011年 - ワールドカップ・チェジュ　3位
- 2012年 - グランプリ・デュッセルドルフ　5位
- 2012年 - ワールドカップ・ワルシャワ　3位

(出典)。